# Groupe Bruxelles Lambert
Groupe Bruxelles Lambert S.A., in olandese Groep Brussel Lambert N.V., in acronimo GBL, è una società belga di investimenti che opera come holding in diversi settori.
È quotata presso la Borsa di Bruxelles nell'indice BEL20.

## Storia
Il gruppo fu fondato nel 1972 attraverso la fusione delle due holding controllate dalla famiglia Lambert, ricavando il controllo della Banque Lambert e della Banque de Bruxelles, poi fuse con la costituzione della Banque Bruxelles Lambert nel 1975.
Nel 1976 la divisione locale statunitense di GBL, William D. Witter, si fuse con la banca d'investimento Drexel Burnham, pioniere del settore dei titoli spazzatura, nella quale il gruppo ottenne il 26% del capitale con sei posti nel consiglio di amministrazione.

## Partecipazioni
- Adidas (7,6%)
- Affidea (99,6%)
- Canyon (48%)
- GEA (6,3%)
- Holcim (2,1%)
- Imerys (54,6%)
- Ontex (19,98%)
- Parques Reunidos (23%)
- Pernod Ricard (6,7%)
- Sanoptis (83,8%)
- SGS (19,3%)
- Umicore (15,9%)
- Voodoo (16,2%)
- Webhelp (61,5%)